# Subantarctia florae
Subantarctia florae là một loài nhện trong họ Orsolobidae.
Loài này thuộc chi Subantarctia. Subantarctia florae được Raymond Robert Forster miêu tả năm 1956.